# Francis Trochu
Francis Trochu (ur. 5 października 1877, zm. 8 maja 1967) – francuski ksiądz katolicki i historyk. Znany jako autor biografii świętych katolickich.
W 1901 roku został wyświęcony na kapłana. Biskup Eugene Le Fer de La Motte mianował wikariuszem w parafii Notre-Dame-de-Bon-Port w Nantes. Następnie został prałatem diecezji Nantes. Sławę przyniosły mu jego publikację poświęcone świętym katolickim. Był kilkakrotnie wyróżniany przez Akademię Francuską. W 1952 roku otrzymał Nagrodę Kardynała Grentego za całokształt twórczości.
Największe uznanie przyniosła mu książka Proboszcz z Ars ( Le Cure d'Ars, 1925), będąca biografią świętego Jana Marii Vianneya, opracowana na podstawie akt procesu kanonizacyjnego oraz ogromnej liczby dokumentów i świadectw. Biografia ta cieszyła się wielkim uznaniem Jana Pawła II, który w autobiograficznej książce Dar i tajemnica wyznał: "Od czasów kleryckich żyłem pod wrażeniem postaci Proboszcza z Ars, zwłaszcza po lekturze książki ks. Trochu".
Trochu był też autorem biografii m.in. św. Franciszka Salezego oraz św. Bernadety Soubirous.